# Bro Waroch

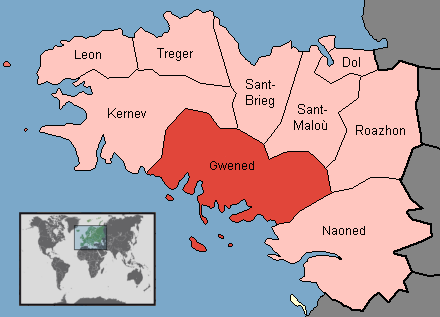
Mapa del Bro Waroch

Bro Waroch o Broërec (Bro-Ereg en bretó, identificat com a Bro Erech a la historiografia anglosaxona) fou el nom d'un regne o comtat creat al segle VI pels bretons de Cornualla en el territori dels antics gals vènets centrat a Vannes. La seva extensió geogràfica correspon a grans treta al Vannetès (aproximadament al departament d'Ar Mor-Bihan). Sembla que els governants del país van tenir la residència principal a Auray, fins a la conquesta de Vannes; encara avui dia el departament de Morbihan està dividit en una part occidental de parla bretona i una oriental francesa.

## Bro Waroch
En un context de pèrdua del poder pels galoromans causat per les grans invasions, es va formar un estat conegut com Gwened (Oest) probablement com a causa de l'abandonament de l'administració romana més que per revolta contra els francs federats, que aleshores ocupaven la Bèlgica Segona més al nord; el primer sobirà del regne és citat vers el 490 i fou Caradog Freichfras, cavaller de la taula rodona i ancestre dels reis del Gwent (a Gal·les). Vers el 577 hauria estat conquerit pel cap Waroc'h I, després del qual va regnar els seus fills Canao I i Macliau, i tot seguit el fill d'aquest, Waroch II. Aquestos dos reis Waroch li van donar el nom, Bro Waroch (País de Waroch). El nom va evolucionar a Broërec.
El país fou disputat per bretons i francs fins a l'inici del segle ix, i fou integrat a la Marca de Bretanya fins que fou conquerit pel rei bretó Nominoe i fou conservat pels seus successors. Ràpidament integrat al domini ducal de Bretanya; va formar una batllia que va subsistir fins a la revolució i fou la base del departament de Morbihan. La diòcesi de Vannes ocupava més o menys el Bro Waroch i fou conegut com el Vannetès, en bretó Bro Gwened (país de l'Oest).

## Llista de reis
- Caradog Freichfras, fill d'Honori Ynyr Gwent (de Gwent a Gal·les), vers 490 - 520/40?
- Eusebi
- Waroch I
- Canao I, vers 560
- Macliau vers 570/577
- Jacob
- Waroch II 577-635
- Canao II vers 635
- a Judicael de Domnònia